# ФК Манчестер јунајтед сезона 1998/99.
Сезона 1998/99 била је седма сезона Манчестер јунајтеда у Премијер лиги и њихова 24. узастопна сезона у највишој дивизији енглеског фудбала. Након што је претходну сезону завршио без освојене титуле, Јунајтед је освојио трофеје Премијер лиге, ФА купа и УЕФА Лиге шампиона 1998–99, прва и донедавно једина екипа у енглеском фудбалу којој је то успело. Исти подвиг остварио је и градски ривал Манчестер Сити у сезони 2022/23. Током сезоне, Јунајтед је изгубио само пет пута: у Комјунити шилду у против Арсенала; у петом колу Лига купа против евентуалних победника Тотенхем Хотспур; и три пута у лиги, укључујући њихов једини пораз код куће целе сезоне, против Мидлзброа децембра 1998. Низ од 33 утакмице без пораза у свим такмичењима почео је 26. децембра на свом терену против Нотингем Фореста, којег су такође победили са 8-1 у гостима у фебруару 1999, што је рекордна победа Манчестер јунајтеда у гостима у Премијер лиги. Сезону су карактерисали повратници, посебно у четвртом колу ФА купа против Ливерпула и полуфиналу Лиге шампиона против Јувентуса, али ништа више него у финалу Лиге шампиона, када су Теди Шерингам и Оле Гунар Солсшер постигли голове у надокнади времена за преокрет раног вођство Бајерна из Минхена.
Ветерани Гери Палистер и Брајан Маклер напустили су клуб пре почетка сезоне, али су њихове замене (холандски дефанзивац Јап Стам из ПСВ Ајндховена и тринидадски нападач Двајт Јорк из Астон Виле) потписали уговоре за клуб. У новембру 1998. године, голман Петер Шмајхел је објавио своју намеру да напусти клуб после осам година на Олд Трафорду, и придружио се Спортингу на крају сезоне. Клуб је био у центру понуде за преузимање више од 600 милиона фунти од БСкиБ- а почетком сезоне, али је то блокирала Комисија за монополе и спајања у марту 1999.
Обожаваоци и писци сматрају троструку круну као највеће достигнуће менаџера Алекса Фергусона. Као признање за његов успех, Фергусону је додељена витешка титула и уручена слобода града Глазгова у новембру 1999. Дејвид Бекам је проглашен за УЕФА клупског фудбалера године у сезони 1998–99, а био је други иза Ривалда за Златну лопту 1999. и ФИФА светског играча године.

## Пријатељске
Манчестер јунајтед је одиграо четири припремне утакмице уочи сезоне 1998–99, почевши поразом од 4–3 на гостовању Бирмингем Ситију. Затим су отишли на турнеју по Скандинавији са три меча, почевши са нерешеним резултатом 2–2 против Волеренге, пре свеобухватних победа над Брендбијем (6–0) и Браном (4–0). Након што је сезона почела, играли су и пријатељску утакмицу против Европе XI коју је одабрао бивши нападач Ерик Кантона као закаснели спомен на ваздушну катастрофу у Минхену, која се догодила 40 година раније; Кантона је играо за оба тима током меча, који је Манчестер јунајтед добио резултатом 8–4. Сведочење за Тедија Скота било је заказано против Абердина у Питодрију у јануару; Јунајтед је изгубио 7–6 на пенале након нерешеног резултата 1–1 за 90 минута.
| Датум             | Противници               | Д / Г | Резултат                                        | Стрелци                                                        | Публика |
| ----------------- | ------------------------ | ----- | ----------------------------------------------- | -------------------------------------------------------------- | ------- |
| 25. јула 1998.    | Бирмингем Сити           | Г     | „3–4”. Архивирано из оригинала 25. 10. 2011. г. | Малрин (3, 1 пен.) 21', 38', 56'                               | 20,708  |
| 27. јула 1998.    | Валеренга                | Г     | „2–2”. Архивирано из оригинала 25. 10. 2011. г. | Скоулс 12', Солшер 14'                                         | 19,700  |
| 31. јула 1998.    | Брендби                  | Г     | „6–0”. Архивирано из оригинала 25. 10. 2011. г. | Шерингем (2) 33', 71', Скоулс 44', Кол (2) 66', 84', Кројф 90' | 27,022  |
| 4. августа 1998.  | Бран                     | Г     | „4–0”. Архивирано из оригинала 25. 10. 2011. г. | Ирвин (3) 43', 44' (пен.), 55' (пен.), Кол 82'                 | 16,100  |
| 18. августа 1998. | Ерик Кантона Европски XI | Д     | „8–4”. Архивирано из оригинала 25. 10. 2011. г. | Ф. Невил, Бат, Скоулс, Гигс, Кантона, Кројф, Нотман (2)        | 55,121  |
| 18. јануара 1999. | Абердин                  | Г     | „1–1”. Архивирано из оригинала 25. 10. 2011. г. | Јонсен 51'                                                     | 21,500  |

## ФА Комјунити шилд
Прва такмичарска утакмица у сезони била је Комјунити шилд 9. августа 1998. на стадиону Вембли пред публиком од 67.342 људи, коју је Јунајтед изгубио са 3-0 од двоструког победника претходне сезоне Арсенала. Рој Кин се вратио после скоро годину дана повреде, а Јап Стам је дебитовао у централној одбрани.
| Датум           | Противници | Д / Г | Резултат | Стрелци | Публика |
| --------------- | ---------- | ----- | -------- | ------- | ------- |
| 9. августа 1998 | Арсенал    | Д     | 0–3      |         | 67,342  |

## Премијер лига

### Август
Првог викенда сезоне, Манчестер јунајтед се суочио са Лестер Ситијем на Олд Трафорду, и постигао гол за седам минута, када је Емил Хески скренуо на центаршут Мазија Изета преко пречке. Тони Коте – стрелац у одговарајућем мечу претходне сезоне – додао је други са преосталих 15 минута. Ударац из даљине Дејвида Бекама одбио је Тедија Шерингема три минута касније, пре него што се сам Бекам уписао у стрелац директним слободним ударцем да би спасио бод за домаће, постављајући преседан за ствари које долазе. Уследила је прва утакмица тима у гостима код Вест Хем јунајтеда, али упркос дебију нападача Двајта Јорка, Јунајтед је остао без голова. Бекам, који је постао национална фигура мржње након искључења на Светском првенству, наишао је на бурни пријем код домаћих навијача, са сваким додиром лопте коју је исмевао. Флаше и камење су упућивани на тимски аутобус пре почетка утакмице. После утакмице, Фергусон, његови играчи и особље Манчестер јунајтеда одбили су да дају интервјуе новинарима или телевизији.

### Септембар
Манчестер јунајтед је забележио прву победу у сезони 9. септембра, победивши новопромовисани Чарлтон Атлетик са 4–1. Јорк и Оле Гунар Солшер су постигли по један гол и преокренули рано вођство гостију. Утакмица је била поремећена демонстрацијама на Олд Трафорду и околини против предложеног преузимања клуба од стране БСкиБ-а. Громогласно скандирање упућено је председнику Мартину Едвардсу, који је дао подршку спајању. Победа од 2-0 против Ковентри Ситија следеће недеље, захваљујући головима Јорка и Ронија Јонсена, дала је самопоуздање Јунајтеду уочи њиховог отварања УЕФА Лиге шампиона против Барселоне, али је пораз од шампиона Арсенала резултатом 3-0 оставио тим у 10. место после пет мечева. Ово је била трећа узастопна лигашка победа Арсена Венгера над Фергусоном (четири у свим такмичењима); голови Тонија Адамса, Николаса Анелке и Фредија Љунгберга осудили су Манчестер јунајтед на најтежи пораз у гостима у више од две године. Да би се невоља погоршала, везисти Никију Бату, који је искључен на мечу Лиге шампиона раније ове недеље, уручен је други црвени картон у размаку од четири дана због прекршаја над француским репрезентативцем Патриком Вијером. Јунајтед је месец завршио победом, победивши ривала Ливерпул са 2-0 и заузео пето место.

### Октобар
Путовање против Саутемптона у Делу 3. октобра обављено је са опрезом с обзиром на повратак Јунајтеда из Минхена у Лиги шампиона и рекорд без победе на терену. Јунајтед је губио од Саутемптона у свакој од своје последње три посете, укључујући пораз 6-3 1996. Енди Кол је био упарен са Јорком тек други пут у сезони, што је тактика која се исплатила пошто су обојица ушли у семафор. Замена Џорди Кројф додао је трећину у 75. минуту и померио Јунајтед на друго место на табели, са четири бода заостатка за лидером Астон Вилом на међународну паузу. Раимонд ван дер Гоув, који је заменио повређеног голмана Питера Шмајхела, поново је наступио на свом терену у Вимблдону, мечу који је Манчестер јунајтед добио резултатом 5-1, што је највећа победа сезоне на Олд Трафорду. Рајан Гигс, Бекам, Јорк и Кол (два пута) су постигли голове; Фергусон је посебно поздравио допринос 19-годишњег дефанзивца Веса Брауна. Јунајтед је зарадио бод у гостима против Дерби Каунтиа 24. октобра и победио Евертон са 4-1 на Гудисон Парку на Ноћ вештица и смањио заостатак на врху на само бод.

### Новембра
Манчестер јунајтед није успео да постигне гол код куће први и једини пут у сезони против Њукасл јунајтеда, али се искупио победом од 3–2 над тимом који је на крају испод Блекбурн Роверса. Слабости у дефанзиви, пре свега због Шмајхела, који је најавио своју намеру да напусти Манчестер јунајтед на крају сезоне, били су уочљиви у гостима Шефилд Венздеју пошто је тим пропустио шансу да се попне на врх табеле, изгубивши 3– 1. Двобој крилног играча Никласа Алекандерсон-а и дебитантски гол који је постигао Вим Јонк довели су Фергусона до другог пораза у лиги и продужили јалов низ на Хилсбороу; Јунајтед је победио само у једној утакмици у последњих осам гостовања. Манчестер јунајтед је 29. новембра угостио Лидс јунајтед; Лидс је отворио гол за нешто мање од пола сата игре, али голови са обе стране полувремена донели су Јунајтеду вођство. Лидс је изједначио у 52. минуту, али је Бата обезбедио три бода Црвеним ђаволима и наставио притисак на противника.

### Децембар
У децембру су уследила три узастопна ремија, први у гостима Астон Вили, лидеру лиге. Јунајтед је имао срећу да освоји бод с обзиром на доминацију противника у другом полувремену, а био је неопрезан у утакмици са Тотенхем Хотспуром, избацивши предност од 2-0. Солшер је повео Јунајтед са два гола, али је у 39. минуту Гери Невил добио црвени картон због другог прекршаја са жутим картоном, повукао је за дрес Давида Гиноле. Капитен Спурса Сол Кембел вратио је свој тим у меч за 20 минута до краја и на прагу надокнаде погодио је главом у горњем левом углу, изазвавши одушевљене сцене на Вајт Харт Лејну; упркос губитку вођства, резултат је ставио Јунајтед на врх лиге по гол-разлици испред Астон Виле, која се сутрадан суочила са Арсеналом. Челси је зграбио заслужан реми на Олд Трафорду како би уложио своје шампионске акредитиве четири дана касније а Јунајтед, који је био без свог менаџера Фергусона у утакмици Мидлзброа је поражен резултатом 3–2; то је био њихов последњи пораз у сезони. На Бокинг Деј-у, тим је остварио своју једину победу у месецу децембру против Нотингем Фореста након чега је уследио реми без голова на Стамфорд Бриџу у последњем мечу 1998. да би учврстио своју позицију међу прва четири.

### Јануар
Нестанак струје на Олд Трафорду одложио је поступак против Вест Хема 10. јануара, меч који је завршен резултатом 4-1 против Манчестер јунајтеда. Партнерство Јорка и Кола је почело да се развија, што је било очигледно у победи од 6–2 против Лестер Ситија. Пет голова је постигнуто у другом полувремену – укључујући хет-трик за Јорка и једини Стамов гол за клуб – смањивши вођство Челсија на врху на два бода. Манчестер јунајтед је 31. јануара померио бод више на врху лиге по први пут у сезони. Јорк-ов касни ударац главом у 89. минуту учинио је победу над Чарлтон Атлетиком од 1:0 као трећу узастопну победу у лиги (пета у месецу). Фергусон је похвалио одлучност тима и додао: „То је добар резултат за нас, јер постоје утакмице у којима морате да се удубите и нађете резултат.

### Фебруар
Тај победнички низ продужио се на пет мечева у фебруару, почевши са победом од 1:0 на свом терену против Дерби Каунтиа 3. фебруара да би се померила четири бода испред Челсија, након чега је уследила победа од 8:1 против Нотингем Фореста на Сити граунду; након што су Јорк и Кол постигли по два гола, Оле Гунар Солшер је изашао са клупе и постигао четири гола у размаку од десет минута и забележио највећу победу у гостима у историји Премијер лиге, рекорд који ће постојати више од 20 година. Рон Аткинсон, менаџер Нотингем Фореста и претходник Алекса Фергусона на месту менаџера Манчестер јунајтеда, прогласио је Манчестер јунајтед најбољим тимом у лиги на, а Фергусон је сада био пред дилемом око избора пред окршај против Арсенала 17. фебруара. Тобџије су биле без Дениса Бергкампа, Емануела Петита и Мартина Киона, и примили су рани пенал када је Реј Парлор оборио Јонсена. Јорк је промашио, шутирао поред десне стативе, а платио је рано у другом полувремену када је Нванкво Кану убацио лопту у напад на Анелку, који је довео свој тим у вођство. Имајући у виду одбрамбени рекорд Арсенала, изгледало је да је још једна чиста гол све док Коул није ударио главом одмах након сатнице, није изједначио ниво игре. Од тада, Јунајтед је имао неколико шанси да победи у утакмици, али сваки поен је оставио трку за титулу фино изједначену. Узастопне победе, почевши од победе од 1-0 у Ковентрију 20. фебруара, праћене победом од 2-1 код куће против Саутемптона недељу дана касније, су задржале Јунајтед на првом месту.

### Марта и априла
Дужности у Купу су биле главни приоритет у марту, пошто је Јунајтед играо само две првенствене утакмице: у гостима Њукаслу и код куће против Евертона. Две победе од две, укључујући два гола Кола против његовог бившег клуба, Њукасла, помогле су Јунајтеду да постане први тим који је достигао 60 бодова у сезони.
Манчестер јунајтед је на Вимблдону 3. априла могао да оствари само реми од 1:1, пошто је Бекамов ударац поништио отварање Џејсона Еуела у петом минуту. Упркос томе што су неколико чланова првог тима били одморни за меч Јувентуса, Јунајтед је победио са 3-0 на Олд Трафорду против Шефилд Венздеја и добро се борио да заради бод против Лидса на Еланд Роуду после нерешеног меча средином недеље у Јувентусу; међутим, резултат је омогућио Арсеналу да се по први пут у сезони помери на врх табеле, иако је одиграо једну утакмицу више, након што је постигао шест голова против Мидлсброа на Риверсајду.

### Мај
Још једна победа над Астон Вилом 1. маја вратила је Јунајтед на врх лиге, али је Арсеналова победа на Дербију следећег дана вратила титу предност шампиона. Против Ливерпула на Енфилду, Фергусон је обновио партнерство Кол-Јорк у нападу, а у року од 23 минута овај други је постигао погодак из центаршута Бекама. У другом полувремену, Јунајтеду је досуђен пенал због изазова Џеспера Бломквиста од стране Џејмија Карагера, који је Денис Ирвин успешно реализовао; међутим, Ирвин је искључен у 75. минуту због другог прекршаја са жутим картоном одмах након што је Џејми Реднап постигао гол из пенала и дао наду Ливерпулу. Бивши везни фудбалер Јунајтеда Пол Инс постигао је изједначење два минута након времена. Менаџер Јунајтеда није крио нелагоду, додајући да мисли да им је „судија то уручио“. Исте ноћи, Арсенал је убедљиво победио ривала Тотенхем и померио се на три бода више, али је ипак одиграо утакмицу више. Венгер је био упоран да је Јунајтед маргинални фаворит, али је било јасно да ће трка за титулу бити одлучена последњег дана, као што је то било 1995.
Са три преостале утакмице, Јорк је постигао свој 29. гол у сезони у Мидлзброу и помогао свом тиму да се врати на врх табеле. Касни погодак Џимија Флојда Хаселбајка против Арсенала два дана касније смањио је Венгерове шансе да задржи титулу шампиона лиге. Јунајтеду су сада била потребна само четири бода, један од њих је добио на Ивуд Парку, у процесу избацивања Блекбурн Роверса, којима је сада управљао бивши помоћни менаџер Јунајтеда Брајан Кид. Манчестер јунајтед је на крају обезбедио првенство, своје пето у седам сезона, последњег дана; након што је Лес Фердинанд довео Тотенхем у предност, голови Бекама и Кола са обе стране полувремена донели су Јунајтеду победу од 2–1, што је учинило победу Арсенала над Астон Вилом неважном.
| Датум               | Противник         | Д / Г | Резултат | Стрелци                                                          | Публука | Позиција у лиги |
| ------------------- | ----------------- | ----- | -------- | ---------------------------------------------------------------- | ------- | --------------- |
| 15. август 1998.    | Лестер Сити       | Д     | 2–2      | Шерингам 79', Бекам 90'                                          | 55,052  | 7.              |
| 22. август 1998.    | Вест Хам Јунајтед | Г     | 0–0      |                                                                  | 26,039  | 11.             |
| 9. септембр 1998.   | Чарлтон Атлетик   | Д     | 4–1      | Солшер (2) 39', 63', Јорк 45', 48'                               | 55,147  | 9.              |
| 12. септембар 1998. | Ковентри Сити     | Д     | 2–0      | Јорк 20', Јонсен 48'                                             | 55,193  | 5.              |
| 20. септембар 1998. | Арсенал           | Г     | 0–3      |                                                                  | 38,142  | 10,             |
| 24. септембар 1998. | Ливерпул          | Д     | 2–0      | Ирвин 19' (пен.), Скоулс 80'                                     | 55,181  | 5.              |
| 3. октобар 1998.    | Саутемптон        | Г     | 3–0      | Јорк 12', Кол 60', Кројф 75'                                     | 15,251  | 2.              |
| 17. октобар 1998.   | Вимблдон          | Д     | 5–1      | Кол (2) 19', 88', Гигс 45', Бекам 47', Јорк 52'                  | 55,265  | 2.              |
| 24. октобар 1998.   | ФК Дарби Каунти   | Г     | 1–1      | Кројф 86'                                                        | 30,867  | 2.              |
| 31. октобар 1998.   | Евертон           | Г     | 4–1      | Јорк 14', Шорт 23' (аутогол.), Кол 59', Бломквист 64'            | 40,079  | 2.              |
| 8. новембар 1998.   | Њукасл Јунајтед   | Д     | 0–0      |                                                                  | 55,174  | 3.              |
| 14. новембар 1998.  | Блекберн Роверси  | Д     | 3–2      | Скоулс (2) 31', 59', Јорк 43'                                    | 55,198  | 2.              |
| 21. новембар 1998.  | Шефилд Венздеј    | Г     | 1–3      | Кол 29'                                                          | 39,475  | 2.              |
| 29. новембарr 1998. | Лидс Јунајтед     | Д     | 3–2      | Солшер 45', Кин 46', Бут 78'                                     | 55,172  | 2.              |
| 5. децембар 1998.   | Астон Вила        | Г     | 1–1      | Скоулс 47'                                                       | 39,241  | 2.              |
| 12. децембар 1998.  | Тонтхем Хотспер   | Г     | 2–2      | Солшер (2) 11', 18'                                              | 36,079  | 1.              |
| 16. децембар 1998.  | Челси             | Д     | 1–1      | Кол 45'                                                          | 55,159  | 2.              |
| 19. децембар 1998.  | ФК Мидлсбро       | Д     | 2–3      | Бут 62', Скоулс 70'                                              | 55,152  | 3.              |
| 26. децембар 1998.  | Нотингем Форест   | Д     | 3–0      | Јонсен (2) 28', 60', Гигс 62'                                    | 55,216  | 4.              |
| 29. децембар 1998.  | Челси             | Г     | 0–0      |                                                                  | 34,741  | 4.              |
| 10. јануар 1999.    | Вест Хам Јунајтед | Д     | 4–1      | Јорк 10', Кол (2) 40', 68', Солшер 81'                           | 55,180  | 3.              |
| 16. јануар 1999.    | Лестер Сити       | Г     | 6–2      | Јорк (3) 10', 64', 86', Cole (2) 50', 62', Стам 90'              | 22,091  | 3.              |
| 31. јануар 1999.    | Чарлтон Атлетик   | Г     | 1–0      | Јорк 89'                                                         | 20,043  | 1.              |
| 3. фебруар 1999.    | Дарби Каунти      | Д     | 1–0      | Јорк 65'                                                         | 55,174  | 1.              |
| 6. фебруар 1999.    | Nottingham Forest | Г     | 8–1      | Јорк (2) 2', 67', Кол (2) 7', 50', Солшер (4) 80', 88', 90', 90' | 30,025  | 1.              |
| 17. фебруар 1999.   | Арсенал           | Д     | 1–1      | Кол 61'                                                          | 55,171  | 1.              |
| 20. фебруар 1999.   | Ковентри Сити     | Г     | 1–0      | Гигс 79'                                                         | 22,596  | 1.              |
| 27. фебруар 1999.   | Саутемптон        | Д     | 2–1      | Кин 80', Јорк 84'                                                | 55,316  | 1.              |
| 13. март 1999.      | Њукасл Јунајтед   | Г     | 2–1      | Кол 25', 51'                                                     | 36,776  | 1.              |
| 21. март 1999.      | Евертон           | Д     | 3–1      | Солшер 55', Г. Невил 64', Бекам 67'                              | 55,182  | 1.              |
| 3. април 1999.      | Вимблдон          | Г     | 1–1      | Бекам 44'                                                        | 26,121  | 1.              |
| 17. април 1999.     | Шефилд Венздеј    | Д     | 3–0      | Солшер 34', Шерингам 45', Скоулс 62'                             | 55,270  | 1.              |
| 25. април 1999.     | Лидс Јунајтед     | Г     | 1–1      | Кол 55'                                                          | 40,255  | 2.              |
| 1. мај 1999.        | Астон Вила        | Д     | 2–1      | Ватсон 20' (аутогол), Бекамн 47'                                 | 55,189  | 2.              |
| 5. мај1999.         | Ливерпул          | Г     | 2–2      | Јорк 22', Ирвин 57' (пенал)                                      | 44,702  | 2.              |
| 9. мај1999.         | Мидлсбро          | Г     | 1–0      | Јорк 45'                                                         | 34,665  | 1.              |
| 12. мај 1999.       | Блекбурн Роверси  | Г     | 0–0      |                                                                  | 30,436  | 1.              |
| 16. мај 1999.       | Тотенхем Хотспур  | Д     | 2–1      | Бекам 43', Кол 48'                                               | 55,189  | 1.              |

| Поз | Тим                    | И  | Д  | Н  | И  | ДГ | ПГ | ГР  | Бод | Квалификације или испадање                                 |
| --- | ---------------------- | -- | -- | -- | -- | -- | -- | --- | --- | ---------------------------------------------------------- |
| 1   | Манчестер Јунајтед (К) | 38 | 22 | 13 | 3  | 80 | 37 | +43 | 79  | Квалификације за прву групну фазу Лиге шампиона            |
| 2   | Арсенал                | 38 | 22 | 12 | 4  | 59 | 17 | +42 | 78  | Квалификације за прву групну фазу Лиге шампиона            |
| 3   | Челси                  | 38 | 20 | 15 | 3  | 57 | 30 | +27 | 75  | Квалификације за треће коло квалификација за Лигу шампиона |
| 4   | Лидс Јунајтед          | 38 | 18 | 13 | 7  | 62 | 34 | +28 | 67  | Квалификације за прво коло Купа УЕФА                       |
| 5   | Вест Хем Јунајтед      | 38 | 16 | 9  | 13 | 46 | 53 | −7  | 57  | Квалификације за треће коло Интертото купа                 |

## ФА куп
Упркос ремију код куће у сваком од своја прва четири кола (од трећег до шестог), Јунајтед је током целог такмичења био у пару са тешким противницима. На путу до финала победили су четири премијерлигаша: Мидлзбро, Ливерпул, Челси и Арсенал. Једини тим ван највишег ранга са којим је Јунајтед играо у такмичењу био је Фулам, који је у то време играо у Другој лиги, трећем рангу енглеског фудбала, али чак ни они нису сматрани гурнутима, пошто су освојили шокантне победе над Саутемптоном и Астоном Вилом у претходним колу.
У трећем колу, Јунајтед је играо нерешено против Мидлзброа, који их је недавно победио у лиги. Енди Таунсенд је довео Мидлзбро у вођство почетком другог полувремена, али голови Кола, Ирвина и Гигса донели су Јунајтеду победу од 3–1.
Јунајтед се у наредном колу суочио са Ливерпулом код куће, где су гости повели голом Мајкла Овена за три минута. Упркос стварању мноштва шанси за гол, тим није успео да дође до изједначења све до 86. минута, када је Јорк постигао погодак након што му је Бекам из слободног ударца упутио лопту у шеснаестерац. У другом минуту надокнаде, Солшер је погодио дефанзивца Ливерпула Џејмија Карагера и погодио голмана Дејвида Џејмса на његовој ближој стативи и донео победу Јунајтеду.
Кол је постигао победнички гол против Фулама на Дан заљубљених и наместио четвртфинални окршај код куће са Челсијем. Иако није било голова, Пол Сколс и Роберто Ди Матео су искључени и пропустили су репризу три дана касније на Стамфорд Бриџу. Јорк је задржао свој све бољи рекорд голова, постигавши два гола против Плавих 10. марта.
Јунајтед је играо са носиоцима купа Арсеналом у полуфиналу у Вила Парку 11. априла. Ниједан тим није успео да постигне гол ни после продужетака, иако је Кин имао искључен погодак у првом полувремену због контроверзне одлуке у офсајду против Јорка, а Нелсон Вивас је искључен за Арсенал, па је меч одлучено је у репризи четири дана касније. Бекам је отворио гол за Јунајтед из даљине, али је Денис Бергкамп изједначио Арсенал ударцем који је одбио центаршута Јунајтеда Јапа Стама. Арсенал је тада помислио да је повео када је Николас Анелка убацио лопту у мрежу Јунајтеда, али је погодак искључен због офсајда. Капитен Јунајтеда Рој Кин добио је црвени картон због два прекршаја, а Јунајтед је одиграо последњих пола сата нормалног времена са 10 играча. У надокнади времена на крају другог полувремена, Фил Невил је фаулирао Реја Парлора у казненом простору. Петер Шмајхел је парирао резултатски Бергкампов ударац са тачке и утакмица је отишла у продужетке.
Гигс је постигао гол током другог полувремена продужетака. Постигавши посед на половини линије након лабавог додавања Патрика Вијеире, дриблао је поред целе задње линије Арсенала пре него што је шутирао тик испод пречке голмана Дејвида Симана. Гигс је трчао славећи ка навијачима Јунајтеда, а Јунајтед је успео да победи Тобџије са 2–1.
Јунајтед се састао са Њукасл јунајтедом у финалу на стадиону Вембли, претпоследњем финалу ФА купа које ће се тамо одржати пре него што је затворен због реконструкције. Мање од 10 минута меча, Кин се повредио и заменио га је Шерингем. И он и Сколс су завршили са по голом у победи од 2:0 која је запечатила дупли меч.
| Датум                     | Фаза               | Противници     | Д / Г | Резултат       | Стрелци                              | Публика |
| ------------------------- | ------------------ | -------------- | ----- | -------------- | ------------------------------------ | ------- |
| 3. јануара 1999. године   | 3. коло            | Мидлсбро       | Д     | 3–1            | Кол 68', Ирвин 82' ( пен.), Гигс 90' | 52,232  |
| 24. јануара 1999. године  | 4. коло            | Ливерпул       | Д     | 2–1            | Јорк 88', Солскјер 90'               | 54,591  |
| 14. фебруара 1999. године | 5. коло            | Фулам          | Д     | 1–0            | Цоле 26'                             | 54,798  |
| 7. марта 1999. године     | 6. коло            | Челси          | Д     | 0–0            |                                      | 54,587  |
| 10. марта 1999. године    | Реприза 6. кола    | Челси          | Г     | 2–0            | Јорк (2) 4', 59'                     | 33,075  |
| 11. априла 1999. године   | Полуфинале         | Арсенал        | Д     | 0–0 (п. с. н.) |                                      | 39,217  |
| 14. априла 1999. године   | Реприза полуфинала | Арсенал        | Д     | 2–1 (п. с. н.) | Бекам 17', Гигс 109'                 | 30,223  |
| 22. маја 1999. године     | Коначни            | Њукасл Јунатед | Д     | 2–0            | Шерингем 11', Сколс 52'              | 79,101  |

## Лига куп
Као и претходне четири сезоне, Јунајтед је одмарао многе своје првотимце у Лига купу, уместо да је искористио такмичење да пружи искуство својим млађим играчима и резервама. У трећем колу такмичења Јунајтеду је био потребан продужетак да би победио Берија, на крају победивши са 2-0 головима Ерика Невланда и Олеа Гунара Солшера. У четвртом колу, још два гола Солшера донела су Јунајтеду победу од 2:1 над Нотингем Форестом, чиме су изборили пласман у четвртфинале по први пут од када су стигли до финала 1994. Јунајтед је у четвртфиналу поражен од Тотенхем Хотспура; два гола Криса Армстронга и један Дејвида Ђиноле донели су Спарсима победу од 3–1, а бивши нападач Спарса Теди Шерингем.
| Датум              | Фаза    | Противници       | Д / Г | Резултат | Стрелци                   | Публика |
| ------------------ | ------- | ---------------- | ----- | -------- | ------------------------- | ------- |
| 28. октобар 1998.  | 3. коло | Бери             | Д     | 2–0      | Солшер 106', Невланд 115' | 52,495  |
| 11. новембра 1998. | 4. коло | Нотингем Форест  | Д     | 2–1      | Солскјер (2) 57', 60'     | 37,337  |
| 2. децембра 1998.  | 5. коло | Тотенхем Хотспур | Г     | 1–3      | Схерингхам 70'            | 35,702  |

## Лига Шампиона

### Друго коло квалификација
Манчестер јунајтед је почео своју сезону Лиге шампиона против пољског шампиона ФК Лођа у другом колу квалификација. Голови Гигса и Кола на домаћем терену донели су им победу од 2:0, а реванш без голова обезбедио им је квалификације за групну фазу. Ово је дало Лођу признање да је једина екипа која је сачувала гол против евентуалних шампиона, као и да је једини противник који није успео да постигне гол против њих.
| Датум            | Фаза                     | Противници | Д / Г | Резултат | Стрелци           | Публика |
| ---------------- | ------------------------ | ---------- | ----- | -------- | ----------------- | ------- |
| 12. августа 1998 | Друго коло квалификација | ФК Лођ     | Д     | 2–0      | Гигс 16', Кол 81' | 50,906  |
| 26. августа 1998 | Друго коло квалификација | ФК Лођ     | Г     | 0–0      |                   | 8.000   |

### Групна фаза
Јунајтед је извучен у Групу Д, брзо означену као „група смрти“, заједно са шпанским клубом Барселоном, немачким шампионом Бајерном из Минхена и данским Брендбијем.
Обе утакмице против Барселоне завршене су нерешеним резултатом. Упркос томе што су Гигс, Сколс и Бекам довели тим у вођство од 3–2 на Олд Трафорду, гостима је досуђен касни пенал након што је Бутт искључен због држања лопте. Луис Енрике је убацио лопту у мрежу и оставио обема тимовима поен у првом мечу. У реванш утакмици 25. новембра на Камп Ноу, мечу који је Барса морала да победи да би избегла елиминацију, голови Двајта Јорка довели су Јунајтед у предност 3–2, али је звезда Барсе Ривалдо изједначила и замало поново погодио, али је његов напор погодио пречку.
Јунајтеду је два пута одбио победу од минхенског Бајерна, код куће и у гостима. У Минхену, домаћи су изједначили на два минута заостатка, а Јунајтед је водио 2-1, након што је Шмајхел неуобичајено кренуо и промашио убацивање Биксентеа Лизаразуа, дозволивши Ђовану Елберу да убаци са неколико метара и постигне свој други ударац. Реванш је завршио у пат позицији; Рои Кеане је постигао гол пред полувријеме ниским ударцем главом прије него је Хасан Салихамиџић изједначио за госте.
Јунајтед је нанео два тешка пораза Брендбију, победивши их са 6–2 у Копенхагену и 5–0 на Олд Трафорду.
Резултати у другим групама значили су да је друго место било довољно да Јунајтед прође у четвртфинале, придруживши се лидеру групе Бајерну из Минхена.
| Датум               | Противници    | Д / Г | Резултат | Стрелци                                                  | Публика |
| ------------------- | ------------- | ----- | -------- | -------------------------------------------------------- | ------- |
| 16. септембра 1998. | Барселона     | Х     | 3–3      | Гигс 17', Скоулс 25', Бекам 64'                          | 53,601  |
| 30. септембар 1998. | Бајерн Минхен | А     | 2–2      | Јорк 30', Скоулс 49'                                     | 53.000  |
| 21. октобар 1998.   | Брендби       | А     | 6–2      | Гигс (2) 2', 21', Кол 28', Кин 55', Јорк 60', Солшер 62' | 40,315  |
| 4. новембра 1998.   | Брендби       | Х     | 5–0      | Бекам 7', Кол 13', Ф. Невил 16', Јорк 28', Скоулс 62'    | 53,250  |
| 25. новембар 1998.  | Барселона     | А     | 3–3      | Јорк (2) 25', 68', Кол 53'                               | 67,648  |
| 9. децембра 1998.   | Бајерн Минхен | Х     | 1–1      | Кин 43'                                                  | 54,434  |

| Поз | Тим                | И | Д | Н | И | ДГ | ПГ | ГР  | Бод | Квалификације или испадање |
| --- | ------------------ | - | - | - | - | -- | -- | --- | --- | -------------------------- |
| 1   | Бајерн Минхен      | 6 | 3 | 2 | 1 | 9  | 6  | +3  | 11  | Пласман у нокаут фазу      |
| 2   | Манчестер Јунајтед | 6 | 2 | 4 | 0 | 20 | 11 | +9  | 10  | Пласман у нокаут фазу      |
| 3   | Барселона          | 6 | 2 | 2 | 2 | 11 | 9  | +2  | 8   |                            |
| 4   | Брендби            | 6 | 1 | 0 | 5 | 4  | 18 | −14 | 3   |                            |

### Нокаут фаза
У нокаут фази Јунајтед је играо са две италијанске екипе у четвртини и полуфиналу, Интром и Јувентусом ; Јунајтед никада није победио на италијанском терену.
У четвртфиналу, Бекам се суочио са Дијегом Симеонеом први пут од Светског првенства 1998. У првој утакмици на Олд Трафорду, Јунајтед је победио Интер са 2-0 са два скоро идентична гола Јорка, оба из центаршута Бекама; Симеонеов гол у другом полувремену је поништен због гурања. На Сан Сиру, Скоулс је постигао касни гол у гостима и изједначио игру на 1–1 док је Јунајтед напредовао са 3–1 у укупном резултату.
У полуфиналу, капитен Јувеа Антонио Конте сусрео се са додавањем Едгара Давидса и Јувентусу постигао гол у гостима. Јунајтед је изједначио у надокнади времена преко Гигса, који је извео центаршут Бекама: гол Тедија Шерингема неколико минута раније је поништен. Реми је значио да Јунајтед или треба да победи у Италији, или да добије резултат од 2–2 или више.
У реваншу на Стадио дел Алпи, Филипо Ингаци је постигао два гола у првих 11 минута и донео Јувеу укупно вођство од 3–1. Капитен тима Рој Кин је, међутим, добио жути картон који га је спречио да игра финале, главом у центаршут Бекама. Двајт Јорк је додао секунд за поравнање меча непосредно пре паузе. У другом полувремену Кол је довео Јунајтед у предност по први пут на мечу и нерешено. Јорка је срушио голман Јувеа Анђело Перуци у околини док га је заобишао, али је судија свирао предност и Кол је убацио из оштрог угла. Јунајтед се задржао до прве победе у Италији и изборио пласман на Камп Ноу за финале, против противника у групи Бајерна из Минхена.
| Датум                   | Фаза         | Противник     | Д / Г | Резултат | Публика                      | Публика |
| ----------------------- | ------------ | ------------- | ----- | -------- | ---------------------------- | ------- |
| 3. марта 1999. године   | Четвртфинале | Интер         | Д     | 2–0 г    | Јорк (2) 6', 45'             | 54,430  |
| 17. марта 1999. године  | Четвртфинале | Интер         | Г     | 1–1      | Скоулс 88'                   | 79,528  |
| 7. априла 1999          | Полуфинале   | Јувентус      | Д     | 1–1      | Гигс 90+2'                   | 54,487  |
| 21. априла 1999. године | Полуфинале   | Јувентус      | Г     | 3–2      | Кин 24', Јорк 34', Кол 84'   | 60,806  |
| 26. маја 1999. године   | Финале       | Бајерн Минхен | Д     | 2–1      | Шерингем 90+1', Солшер 90+3' | 91.000  |

### Финале
Јунајтед је остао без централних везних играча Кина и Скоулса, пошто су обојица суспендовани након што су добили други жути картон у такмичењу. Фергусон је реорганизовао тим, Бломквист и Бат су заменили Кина и Скоулса, Бекам је прешао са десног на централног везног, а Гигс са левог на десно крило. Јунајтед се постројио у својој нормалној формацији 4–4–2. Ово је био финални меч за Петера Шмајхела, који је био капитен тима. Слободан ударац Марија Баслера после шест минута отворио је гол за Бајерн Минхен. Бајерн је тада имао прилику да повећа предност, Мехмет Шол је погодио стативу, а Карстен Јанкер пречку, приморавши Петера Шмајхела да одбрани бројне одбране. Као реакција на пад гола, Фергусон је заменио Солскјер и Шерингем. Како је утакмица отишла у надокнаду, судија Пјерлуиђи Колина је наговестио да ће се играти три минута. У скоро последњем нападу на утакмици, Јунајтед је извео корнер, који је Бекам извео, а голман Шмајхел је изашао испред. Лопту је делимично очистила одбрана Бајерна пре него што је узвратила Гигсу, који је послао ниски волеј у стазу Шерингема, чији је ударац погодио ниско у стативу.
Скоро одмах након изједначења Јунајтед је изборио још један корнер, који је поново извео Бекам. Лопту је спустио на главу Шерингема, који ју је климнуо Солскјеру, а он ју је заузврат убацио у кров мреже. Оливер Кан, голман Бајерна, био је непомичан на линији.. Бајерн је једва стигао да настави утакмицу, коју је судија Колина закључио само неколико секунди касније.
Шмајхелу и Фергусону је трофеј уручио председник УЕФА Ленарт Јохансон. Упркос суспензијама, и Кин и Сколс су добили победничке медаље на трибини. Кин тврди да до данас није погледао медаљу, сматрајући да је његово одсуство укаљало достигнуће до те мере да "није заслужио медаљу". Замењена легенда Бајерна Лотар Матој је уклонио своју другошампионску медаљу чим ју је добио, а касније је приметио да је Јунајтед имао "срећу" да победи у финалу. Манчестер јунајтед је постао први енглески тим који је освојио Лигу шампиона откако је ребрендиран 1992. године, и први који је укупно освојио Европски куп откако је Ливерпул победио Рому 1984. године. Случајно, финале је одиграно на 90. рођендан Сир Мета Базбија; умро је пет година раније и никада није видео да клуб понови његово достигнуће од 31 године раније.

## Наслеђе
Мање од 24 сата након драматике у Барселони, гомила од 500.000 људи изашла је на улице Манчестера да поздрави играче Јунајтеда, који су продефиловали градом са својим трофејима у аутобусу са отвореним кровом. Као шампион Европе, Манчестер јунајтед је играо против победника Купа победника купова УЕФА 1998–99, Лација у УЕФА Суперкупу 1999, али је изгубио меч са 1–0. Уочи те утакмице, Дејвид Бекам је проглашен за победника УЕФА клупског фудбалера године, као и за УЕФА-ину награду за најбољег везног играча. Бекам је такође изабран за другопласираног за Златну лопту 1999. и ФИФА-ине награде за најбољег играча године 1999. године. Манчестер јунајтед је такође позван да игра у Интерконтиненталном купу против победника Купа Либертадорес 1999, бразилског Палмеираса, у Токију. Рој Кин је постигао победнички гол, чиме је тим постао прва и последња британска екипа која је освојила трофеј пре него што је укинут 2004. Пошто су веровали да ће то помоћи Фудбалском савезу у њиховој кандидатури за домаћина Светског првенства у фудбалу 2006, Јунајтед се контроверзно повукао из ФА купа 1999–2000, први пут када су носиоци то учинили, како би играо у инаугурационом Светском клупском првенству. Нису прошли групну фазу, а Фергусон је касније пожалио како су се изборили са ситуацијом. Заједно са Базбијевим Бебама, навијачи сматрају тим који је освојио троструко трофеје из 1999. као мерило тимова Манчестер јунајтеда. Године 2007. The dialy telegraph у сарадњи са Ворлд Соццер Магазинеом објавио је листу 20 највећих фудбалских тимова свих времена: Јунајтед је био на последњој позицији, иза Ливерпулових двоструких победника из 1977. године. Победник у продужецима који је постигао Рајан Гигс у полуфиналу ФА купа против Арсенала био је на врху анкете за најбољи гол у такмичењу а гледаоци Канала 4 оценили су повратак тима у финалу Лиге шампиона као четврто место на листи од 100 највећих спортских тренутака.
Освајање требла сматра се и највећим достигнућем у каријери менаџера Алекса Фергусона, иако се он није сложио са том оценом. Као признање за успех тима, Фергусон је проглашен за витеза и такође је добио слободу свог родног града Глазгова.,
Дана 26. маја 2019. године, легенде Манчестер јунајтеда и Бајерна из Минхена играли су једни против других у добротворној утакмици на Олд Трафорду у знак сећања на 20. годишњицу од када је Јунајтед освојио трофеј. Манчестер јунајтед је победио у мечу резултатом 5–0, головима Солшера, Јорка, Бата и Бекама, као и Луја Сае, који је играо за клуб од 2004. до 2008.

## Покушај преузимања од стране BSkyB
У септембру 1998. Манчестер јунајтед је био мета предложеног преузимања од стране БСкиБ, подружнице News Corporation Руперта Мардока. Преговори између обе стране су почели током лета, али су заустављени након неслагања око тражене цене. Оригинална понуда сателитске групе од £575 милиона – у почетку се сматрало да је то њихова коначна понуда – два члана одбора Јунајтеда (председник Мартин Едвардс и професор сер Роланд Смит) оценила су премалом, који су тражили већу цифру. Уследила су два дана разговора и у покушају да закључи посао, БСкиБ је дао коначну понуду од 623,4 фунти милиона.
Годину дана раније, Мардокова Фокс Ентертејнмент Група купила је Лос Анђелес Доџерсе за 311 милиона долара. Фокс је такође држао ексклузивна права на МЛБ, што је значило да је са стратешког становишта Мардокова аквизиција изгледала привлачније. Сада је могао да контролише и програмски садржај на својој мрежи и права на дистрибуцију Доџерса. Из истог разлога, БСкиБ је поновио Фоксову формулу и наставио са преузимањем клуба из Премијер лиге. Манчестер јунајтед је тако био једногласан избор Мардока и чланова одбора. Клуб је био највреднији у енглеском фудбалу, са зарадом од 30,1 фунти милиона само од улазница и програма у 1997. години. Истовремено, широм света је основано више од 200 група навијача, а број навијача клуба премашио је 100 милиона, упркос томе што је само милион било на Олд Трафорду да гледа утакмицу првог тима. Као средство за капитализацију овог растућег тржишта, МУТВ, телевизијска станица којом управља клуб, покренута је у августу 1998. У сарадњи са Гранада Медиа Гроуп и БСкиБ, то је био први светски канал посвећен фудбалском клубу који се у потпуности финансирао путем претплате. Успех Јунајтеда на терену је углавном био последица неговања талената менаџера Фергусона, који је саставио тим способан да доминира на дуге стазе.

### Формирање уједињених акционара
Када је БСкиБ објавио своје намере да преузму Манчестер јунајтед, присталице су љутито реаговале на вест. Многи су осетили клупску традицију, изграђену на бази верних навијача и атрактивном фудбалу који се игра под Метом Бабијем, а сада би Алекс Фергусон био укаљан. Јунајтед више није био независан ентитет, и чинило се да ће се све веће одлуке које су утицале на клуб донети на другој страни света.
Као средство за окупљање присталица да стану иза свог циља, покренуте су кампање подизања свести против преузимања власти. Ред Иссуе је издао памфлете навијачима, а демонстрације на Олд Трафорду и околини одржане су пре меча против Чарлтон Атлетика 9. септембра. Фудбалски навијачи широм Уједињеног Краљевства такође су дали подршку лобирајући код својих локалних посланика да донесу закон, спречавајући даља преузимања спорта у будућности.
Можда је значај протеста био формирање Акционара Уједињених против Мардока, данас познатијег као Манчестер Јунајтед Суппортерс' Труст, од стране новинара Мајкла Крика. Радећи заједно са ИМУСА-ом (Независно удружење навијача Манчестер јунајтеда), њихов заједнички циљ је био да траже да спајање буде упућено од стране државног секретара за трговину и индустрију Комисији за монополе и спајања. Обе групе су стога поднеле документе Канцеларији за поштену трговину, наглашавајући важност зашто спајање не би требало да се изврши. ИМУСА је посебно тврдила да главна намера БСкиБ-а није била Јунајтедова већ њихова већ доминантна позиција. Релевантно тржиште Скај телевизије били су канали са премиум претплатом, а куповина етаблираног тима Премијер лиге када су већ имали права на дивизију била је искључиво ради финансијске добити. Штавише, тржиште Манчестер јунајтеда је било на терену и аквизиција од стране медијске организације – посебно онај који води Мардок – може дугорочно проузроковати штетну штету спорту. Поклекнувши притиску јавности, трговински секретар Питер Менделсон је у октобру 1998. упутио уговор Комисији за монополе и спајања  Извештај, финализован у априлу 1999. године, открио је да је БСкиБ поступио себично и блокирао понуду емитера 
Бројке објављене током сезоне прогласиле су Манчестер јунајтед најбогатијим у светском фудбалу, са прометом од 88 фунти милиона за период 1996–97, око 50% више од Барселоне на другом месту са 59 фунти милиона.

## Статистика тима
| Број | Поз. | Им                     | Лига    | Лига   | ФА Куп  | ФА Куп | Лига куп | Лига куп | Европа  | Европа | Остлао  | Остлао | Укупно  | Укупно |
| Број | Поз. | Им                     | Наступи | Голови | Наступи | Голови | Наступи  | Голови   | Наступи | Голови | Наступи | Голови | Наступи | Голови |
| ---- | ---- | ---------------------- | ------- | ------ | ------- | ------ | -------- | -------- | ------- | ------ | ------- | ------ | ------- | ------ |
| 1    | GK   | { Петер Шмејхел        | 34      | 0      | 8       | 0      | 0        | 0        | 13      | 0      | 1       | 0      | 56      | 0      |
| 2    | DF   | { Гари Невил           | 34      | 1      | 7       | 0      | 0        | 0        | 12      | 0      | 1       | 0      | 54      | 1      |
| 3    | DF   | { Денис Ирвин          | 26(3)   | 2      | 6       | 1      | 0        | 0        | 12      | 0      | 1       | 0      | 45(3)   | 3      |
| 4    | DF   | { David May            | 4(2)    | 0      | 1       | 0      | 2        | 0        | 0       | 0      | 0       | 0      | 7(2)    | 0      |
| 5    | DF   | { Ronny Johnsen        | 19(3)   | 3      | 3(2)    | 0      | 1        | 0        | 6(2)    | 0      | 1       | 0      | 30(7)   | 3      |
| 6    | DF   | { Jaap Stam            | 30      | 1      | 6(1)    | 0      | 0        | 0        | 13      | 0      | 1       | 0      | 50(1)   | 1      |
| 7    | MF   | { David Beckham        | 33(1)   | 6      | 7       | 1      | 0(1)     | 0        | 12      | 2      | 1       | 0      | 53(2)   | 9      |
| 8    | MF   | { Nicky Butt           | 22(9)   | 2      | 5       | 0      | 2        | 0        | 4(4)    | 0      | 1       | 0      | 34(13)  | 2      |
| 9    | FW   | { Andy Cole            | 26(6)   | 17     | 6(1)    | 2      | 0        | 0        | 10      | 5      | 1       | 0      | 43(7)   | 24     |
| 10   | FW   | { Teddy Sheringham     | 7(10)   | 2      | 1(3)    | 1      | 1        | 1        | 2(2)    | 1      | 0(1)    | 0      | 11(16)  | 5      |
| 11   | MF   | { Ryan Giggs           | 20(4)   | 3      | 5(1)    | 2      | 1        | 0        | 9       | 5      | 1       | 0      | 36(5)   | 10     |
| 12   | DF   | { Phil Neville         | 19(9)   | 0      | 4(3)    | 0      | 2        | 0        | 4(2)    | 1      | 0(1)    | 0      | 29(15)  | 1      |
| 13   | DF   | { John Curtis          | 1(3)    | 0      | 0       | 0      | 3        | 0        | 0       | 0      | 0       | 0      | 4(3)    | 0      |
| 14   | MF   | { Jordi Cruyff         | 0(5)    | 2      | 0       | 0      | 2        | 0        | 0(3)    | 0      | 0(1)    | 0      | 2(9)    | 2      |
| 15   | MF   | { Jesper Blomqvist     | 20(5)   | 1      | 3(2)    | 0      | 0(1)     | 0        | 6(1)    | 0      | 0       | 0      | 29(9)   | 1      |
| 16   | MF   | { Roy Keane (c)        | 33(2)   | 2      | 7       | 0      | 0        | 0        | 12      | 3      | 1       | 0      | 53(2)   | 5      |
| 17   | GK   | { Raimond van der Gouw | 4(1)    | 0      | 0       | 0      | 3        | 0        | 0       | 0      | 0       | 0      | 7(1)    | 0      |
| 18   | MF   | { Paul Scholes         | 24(7)   | 6      | 3(3)    | 1      | 0(1)     | 0        | 10(2)   | 4      | 1       | 0      | 38(13)  | 11     |
| 19   | FW   | { Dwight Yorke         | 32      | 18     | 5(3)    | 3      | 0        | 0        | 11      | 8      | 0       | 0      | 48(3)   | 29     |
| 20   | FW   | { Ole Gunnar Solskjær  | 9(10)   | 12     | 4(4)    | 1      | 3        | 3        | 1(5)    | 2      | 0(1)    | 0      | 17(20)  | 18     |
| 21   | DF   | { Henning Berg         | 10(6)   | 0      | 5       | 0      | 3        | 0        | 3(1)    | 0      | 0(1)    | 0      | 21(8)   | 0      |
| 22   | FW   | { Erik Nevland         | 0       | 0      | 0       | 0      | 0(1)     | 1        | 0       | 0      | 0       | 0      | 0(1)    | 1      |
| 23   | DF   | { Michael Clegg        | 0       | 0      | 0       | 0      | 3        | 0        | 0       | 0      | 0       | 0      | 3       | 0      |
| 24   | DF   | { Wes Brown            | 11(3)   | 0      | 2       | 0      | 0(1)     | 0        | 3(1)    | 0      | 0       | 0      | 16(5)   | 0      |
| 26   | DF   | { Chris Casper         | 0       | 0      | 0       | 0      | 0        | 0        | 0       | 0      | 0       | 0      | 0       | 0      |
| 28   | MF   | { Philip Mulryne       | 0       | 0      | 0       | 0      | 2        | 0        | 0       | 0      | 0       | 0      | 2       | 0      |
| 29   | FW   | { Alex Notman          | 0       | 0      | 0       | 0      | 0(1)     | 0        | 0       | 0      | 0       | 0      | 0(1)    | 0      |
| 30   | DF   | { Ronnie Wallwork      | 0       | 0      | 0       | 0      | 0(1)     | 0        | 0       | 0      | 0       | 0      | 0(1)    | 0      |
| 31   | GK   | { Nick Culkin          | 0       | 0      | 0       | 0      | 0        | 0        | 0       | 0      | 0       | 0      | 0       | 0      |
| 33   | MF   | { Mark Wilson          | 0       | 0      | 0       | 0      | 2        | 0        | 0(1)    | 0      | 0       | 0      | 2(1)    | 0      |
| 34   | MF   | { Jonathan Greening    | 0(3)    | 0      | 0(1)    | 0      | 3        | 0        | 0       | 0      | 0       | 0      | 3(4)    | 0      |
| 38   | DF   | { Danny Higginbotham   | 0       | 0      | 0       | 0      | 0        | 0        | 0       | 0      | 0       | 0      | 0       | 0      |

## Трансфери
Први одлазак Манчестер јунајтеда у сезони 1998/99 био је Бен Торнли, који се придружио Хадерсфилду за 175.000 фунти 3. јула 1998. Дан касније, Леон Милс је потписао за Виган Атлетик за необјављену накнаду, а Адам Садлер је пуштен. Двојица играча са најдужим стажом у клубу, Брајан Меклер и Гери Палистер, такође су отишли. Меклер је био у Јунајтеду од 1987. и одлучио се за повратак у Мадервел  у шкотској Премијер лиги ; играо је у Фир Парку раних 1980-их. Палистер је пристао да се врати у Мидлсбро за 2,5 фунти милионски уговор, девет година након што их је напустио за 2,3 фунте милионски трансфер на Олд Трафорд. Дана 4. новембра 1998. Крис Каспер је потписао уговор за Рединг за хонорар од 300.000 фунти.
Решавајући губитак Палистера, Фергусон је потписао Јапа Стама из ПСВ Ајндховена, поставши најскупљи дефанзивац на свету за 10 фунти милионски договор. Шведско крило Јеспер Бломквист је убрзо уследило, комплетирајући 4,4 фунти милионски трансфер у јулу  пре него што је Двајт Јорк контроверзно изабран из Астон Виле да постане рекордно потписивање клуба. Холандски нападач Патрик Клујверт, који је импресионирао током Светског првенства, био је на ивици да финализује 9 фунти милиона се преселио из Милана, само да би преговори пропали. £5.5 милионска понуда за Олеа Гунара Солскјера из Тотенхем Хотспура је прихваћена, али је сам Солскјер одбио трансфер после састанка са Алексом Фергусоном.
Дана 24. марта, Мајкл Рајан је потписао уговор за Рекхам уз неоткривену накнаду. Дан касније, Пол Гибсон је потписао за Ноттс Каунти, а истог дана, Филип Малрин потписао је за Норвич Сити. Тери Кук је 16. априла потписао за Јунајтедовог ривала из града, Манчестер Сити. Јунајтед је 30. јуна ослободио Џерарда Гафа и Џејсона Хиксона, истог дана када је Питер Шмајхел потписао за Спортинг ЦП, Џон Торингтон се придружио Бајеру из Леверкузена, а Ли Вајтли је отишао у Салфорд Сити. Једини зимски долазак Јунајтеда био је Бојан Ђорђић, који је 17. фебруара потписао уговор за неоткривену цену.

### Трансфери у
| Датум                     | Пос. | Име              | Од                  | Надокнада           |
| ------------------------- | ---- | ---------------- | ------------------- | ------------------- |
| 1. јула 1998              | ДФ   | Јаап Стам        | ПСВ Еиндховен       | 10,75 милиона фунти |
| 8. јула 1998              | ГК   | Русселл Бест     | Ноттс Цоунти        | Бесплатно           |
| 21. јула 1998             | МФ   | Јеспер Бломквист | Парма               | 4,4 милиона фунти   |
| 3. августа 1998           | ДФ   | Џон О’Шеј        | Ватерфорд Бохемианс | Неоткривено         |
| 20. августа 1998          | ФВ   | Двајт Јорк       | Астон Вилла         | 12,6 милиона фунти  |
| 17. фебруара 1999. године | МФ   | Бојан Ђорђић     | Броммапојкарна      | Неоткривено         |

### Трансфери ван
| Датум                   | Пос. | Име              | До               | Надокнада         |
| ----------------------- | ---- | ---------------- | ---------------- | ----------------- |
| 3. јула 1998            | МФ   | Бен Тхорнлеи     | Хадерсфилд Таун  | £175к             |
| 4. јула 1998            | МФ   | Леон Миллс       | Виган Атхлетиц   | Неоткривено       |
| 4. јула 1998            | ГК   | Адам Садлер      | Ослобођен        | Ослобођен         |
| 9. јула 1998            | ДФ   | Гари Паллистер   | Миддлесброугх    | 2,5 милиона фунти |
| 8. октобар 1998         | ГК   | Русселл Бест     | Ослобођен        | Ослобођен         |
| 4. новембра 1998        | ДФ   | Цхрис Цаспер     | Читање           | £300к             |
| 24. марта 1999. године  | ФВ   | Мицхаел Риан     | Врекхам          | Неоткривено       |
| 25. марта 1999. године  | ГК   | Паул Гибсон      | Ноттс Цоунти     | Неоткривено       |
| 25. марта 1999. године  | МФ   | Пхилип Мулрине   | Норвицх Цити     | £500к             |
| 16. априла 1999. године | МФ   | Терри Цооке      | Манчестер Сити   | 1 милион фунти    |
| 30. јуна 1999. године   | ДФ   | Герард Гафф      | Ослобођен        | Ослобођен         |
| 30. јуна 1999. године   | ФВ   | Јасон Хицксон    | Ослобођен        | Ослобођен         |
| 30. јуна 1999. године   | ГК   | Петер Сцхмеицхел | Спортинг ЦП      | Бесплатно         |
| 30. јуна 1999. године   | МФ   | Јохн Тхоррингтон | Бајер Леверкузен | Неоткривено       |
| 30. јуна 1999. године   | МФ   | Лее Вхителеи     | Салфорд Цити     | Неоткривено       |

### Позајмица
| Датум од                  | Датум до                | Положај | Име                | До                  |
| ------------------------- | ----------------------- | ------- | ------------------ | ------------------- |
| 1. августа 1998           | 10. марта 1999. године  | ФВ      | Мицхаел Твисс      | Шефилд Јунајтед     |
| 17. септембра 1998        | 1. новембра 1998        | ДФ      | Цхрис Цаспер       | Читање              |
| 30. октобар 1998          | 9. јануара 1999. године | МФ      | Терри Цооке        | Рекхам              |
| 1. новембра 1998          | 30. јуна 1999. године   | ДФ      | Данни Хиггинботхам | Краљевски Антверпен |
| 7. новембра 1998          | 7. децембра 1998        | ГК      | Паул Гибсон        | Хулл Цити           |
| 14. јануара 1999. године  | 14. априла 1999. године | МФ      | Терри Цооке        | Манчестер Сити      |
| 14. јануара 1999. године  | 31. маја 1999. године   | ФВ      | Ерик Невланд       | ИФК Гетеборг        |
| 15. јануара 1999. године  | 31. маја 1999. године   | МФ      | Јорди Цруифф       | Селта Виго          |
| 27. јануара 1999          | 5. маја 1999. године    | ДФ      | Ронние Валлворк    | Краљевски Антверпен |
| 27. јануара 1999          | 5. маја 1999. године    | ФВ      | Јамие Воод         | Краљевски Антверпен |
| 10. фебруара 1999. године | 1. маја 1999. године    | ФВ      | Алек Нотман        | Абердин             |